# 昂坦路

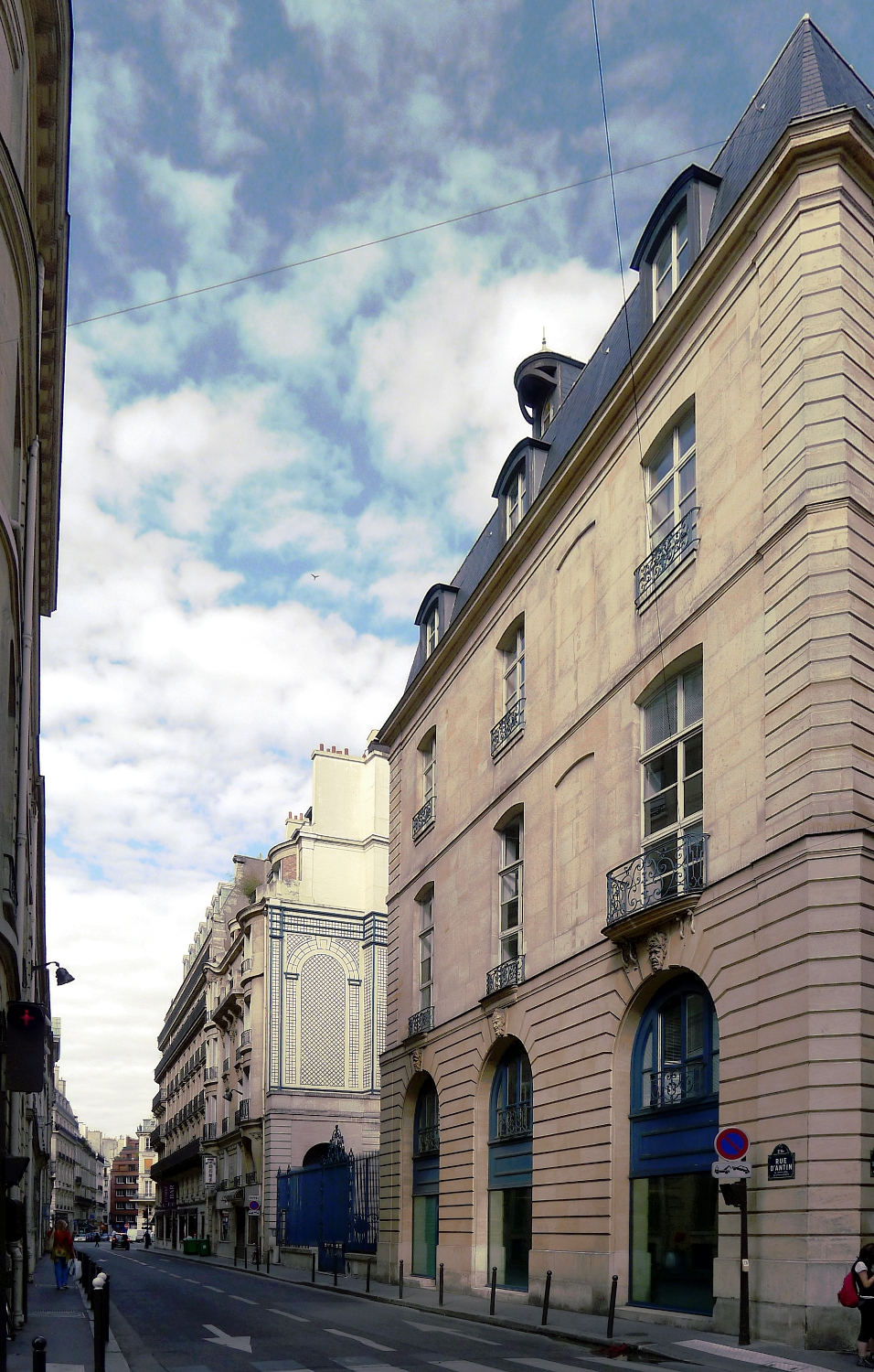

昂坦路（Rue d'Antin）是巴黎第二区的一条街道。始于丹妮尔·卡萨诺娃路（Rue Danielle-Casanova）5号，止于马翁路（rue de Port-Mahon）12号，长213米，宽9.75米。

## 路名
该路得名于昂坦公爵。

## 建筑
- 3号: hôtel de Mondragon
- 26号: